# Elecciones municipales de 1999 en Valencia
El 13 de junio de 1999 se celebraron, en el marco de las elecciones municipales a nivel estatal, elecciones al Ayuntamiento de Valencia. Se eligieron los 33 concejales del pleno del Ayuntamiento de Valencia mediante un sistema proporcional (método d'Hondt) con listas cerradas y un umbral electoral del 5 %.

## Resultados
Los resultados de la elección se detallan a continuación:
| Candidatura                                                         | Candidatura                                                         | Votos   | %                               | Concejales                      |
| ------------------------------------------------------------------- | ------------------------------------------------------------------- | ------- | ------------------------------- | ------------------------------- |
|                                                                     | Partido Popular (PP)                                                | 214 129 | 53,25                           | 20                              |
|                                                                     | Partido Socialista Obrero Español (PSOE)                            | 116 437 | 28,95                           | 11                              |
|                                                                     | Esquerra Unida del País Valencià (EUPV)                             | 25 602  | 6,37                            | 2                               |
| Unió Valenciana (UV)                                                | Unió Valenciana (UV)                                                | 19 070  | 4,74                            | 0                               |
| Bloc Nacionalista Valencià-Els Verds (BNV-EV)                       | Bloc Nacionalista Valencià-Els Verds (BNV-EV)                       | 12 897  | 3,21                            | 0                               |
| Alternativa Comunidad Valenciana (ACV)                              | Alternativa Comunidad Valenciana (ACV)                              | 3389    | 0,84                            | 0                               |
| Unión General de Desempleados y Marginados (UGDM)                   | Unión General de Desempleados y Marginados (UGDM)                   | 597     | 0,15                            | 0                               |
| Unión de Centristas-Centro Democrático y Social (UC-CDS)            | Unión de Centristas-Centro Democrático y Social (UC-CDS)            | 572     | 0,14                            | 0                               |
| Falange Española de las JONS (FE-JONS)                              | Falange Española de las JONS (FE-JONS)                              | 498     | 0,12                            | 0                               |
| Izquierda Republicana Federal-Partido Republicano Federal (IRF-PRF) | Izquierda Republicana Federal-Partido Republicano Federal (IRF-PRF) | 476     | 0,12                            | 0                               |
| Esquerra Nacionalista Valenciana (ENV)                              | Esquerra Nacionalista Valenciana (ENV)                              | 432     | 0,11                            | 0                               |
| Partido Humanista (PH)                                              | Partido Humanista (PH)                                              | 364     | 0,09                            | 0                               |
| Liga Autónoma Española (LAE)                                        | Liga Autónoma Española (LAE)                                        | 225     | 0,05                            | 0                               |
| Votos en blanco                                                     | Votos en blanco                                                     | 7443    | 1,85                            | n/a                             |
| Votos válidos                                                       | Votos válidos                                                       | 402 131 | 100,00                          | 33                              |
| Votos nulos                                                         | Votos nulos                                                         | 1452    | Participación: \| \| 62,71 % \| | Participación: \| \| 62,71 % \| |
| Votantes                                                            | Votantes                                                            | 403 583 | Participación: \| \| 62,71 % \| | Participación: \| \| 62,71 % \| |
| Electores                                                           | Electores                                                           | 643 516 | Participación: \| \| 62,71 % \| | Participación: \| \| 62,71 % \| |
|                                                                     | 62,71 %                                                             |         |                                 |                                 |

## Concejales electos
Relación de concejales electos:
| N.º | Nombre                                            | Lista | Lista |
| --- | ------------------------------------------------- | ----- | ----- |
| 1   | Rita Barberá Nolla                                |       | PP    |
| 2   | Ana Noguera Montagud                              |       | PSOE  |
| 3   | Alfonso Grau Alonso                               |       | PP    |
| 4   | Silvestre Senent Ferrer                           |       | PP    |
| 5   | José Luis Ábalos Meco                             |       | PSOE  |
| 6   | José Luis Juan Sanz                               |       | PP    |
| 7   | Miquel Domínguez Pérez                            |       | PP    |
| 8   | Rafael Rubio Martínez                             |       | PSOE  |
| 9   | Marta Torrado de Castro                           |       | PP    |
| 10  | José Luis Juan Sanz                               |       | PP    |
| 11  | Manuel Moret Gómez (indep.)                       |       | PSOE  |
| 12  | Vicente Igual Alandete                            |       | PP    |
| 13  | Antonio Montalbán Gámez                           |       | EUPV  |
| 14  | María Jesús Puchalt Farinós                       |       | PP    |
| 15  | Vicenta Lloris Vicaria                            |       | PSOE  |
| 16  | Jorge Bellver Casaña                              |       | PP    |
| 17  | Francisco Lledó Aucejo                            |       | PP    |
| 18  | Juan Soto Ramírez                                 |       | PSOE  |
| 19  | María Irene Beneyto Jiménez de Laiglesia (indep.) |       | PP    |
| 20  | José Sellés Vidal                                 |       | PSOE  |
| 21  | Rafael Ripoll Navarro                             |       | PP    |
| 22  | Enrique Pérez Boada                               |       | PP    |
| 23  | Carmen Estellés Palanca                           |       | PSOE  |
| 24  | Vicente José Aleixandre Puig                      |       | PP    |
| 25  | Ramón isidro Sanchis Mangriñán                    |       | PP    |
| 26  | M.ª Consuelo Orias Gozalvo                        |       | PP    |
| 27  | Manuel Ibáñez Manzano                             |       | EUPV  |
| 28  | Juan Vicente Jurado Soriano (indep.)              |       | PP    |
| 29  | Alfonso Novo Belenguer (indep.)                   |       | PP    |
| 30  | Ricardo Olmos Marí                                |       | PSOE  |
| 31  | Emilio del Toro Gálvez                            |       | PP    |
| 32  | Beatriz Simón Castellets                          |       | PP    |
| 33  | Pablo Gil López                                   |       | PSOE  |